# Hluboká (Liberec)
Hluboká (německy Lubokey) je místní část města Liberec. Nachází se na jihu Liberce. Liberec XXVIII-Hluboká leží v katastrálním území Hluboká u Liberce o rozloze 2,27 km².

## Historie
První písemná zmínka o vesnici pochází z roku 1548.

## Pamětihodnosti
- Bývalá ilegální anarchistická tiskárna – chalupa č. 2 (pův. čp. 16), kterou na podzim roku 1884 založil radikální socialista František Jonata se svým pomocníkem Josefem Pačesem (1856–1909), původně zedníkem z Mladé Boleslavi, poté, co si chalupu pronajali od jisté Mariany Čihákové. Ve spolupráci s Kryštofem Černým (1861–1899), původně zedníkem z Teplic, a Janem Rampasem (1854–1897), původně tkalcem z Vince na Boleslavsku, se zde tiskly české a německé anarchistické letáky, některé v podobě časopisů (antedatovaných a s fiktivním místem vydání v New Yorku) Pomsta a Svoboda. Jejich úroveň však byla nevalná a tiskárna fungovala jen krátce, protože již 12. února 1885 ve dvě hodiny ráno byla obklíčena policií a Pačes s Černým byli zatčeni, později byl v textilce v Janově Dole, kde bydlel a pracoval, zadržen i Rampas. 22. listopadu téhož roku byli odsouzeni k 16, resp. 15 a 10 letům vězení a po propuštění Pačes vycestoval do amerického Clevelandu, Černý záhy po propuštění zemřel v pražské nemocnici, Rampas se stal alkoholikem a upil se v jednom chlévě v Bezděčíně.[5] (s. 58n)
- Kovový kříž s kamenným podstavcem u chalupy čp. 1 (v dolní části osady)
- Kovový kříž s kamenným podstavcem na louce u cesty poblíž čp. 7
- Stavby lidové architektury
- Skupina pěti opuštěných lomů na devonský vápenec (v zalesněném svahu jihovýchodně od Hluboké)[6]
- Přírodní památka Panský lom[7]